# Tristan Gooijer
Tristan Gooijer (Blaricum, Países Bajos, 2 de septiembre de 2004) es un futbolista neerlandés que juega como defensa en el PEC Zwolle de la Eredivisie.

## Trayectoria
Es un producto de las canteras del FC Almere, Forza Almere y Almere City FC, antes de pasar a la cantera del Ajax de Ámsterdam en 2016. Firmó su primer contrato profesional con el Ajax el 23 de junio de 2021. Debutó como profesional con el Jong Ajax en una victoria por 6-3 en la Eerste Divisie contra el ADO La Haya el 7 de marzo de 2022.

## Selección nacional
Nacido en los Países Bajos, es de ascendencia indonesia a través de su madre, que tiene raíces en Molucas. Es internacional juvenil con Países Bajos.

## Estadísticas

### Clubes
Actualizado al último partido disputado el 11 de agosto de 2024.
| Club                             | Div.          | Temporada     | Liga  | Liga  | Liga   | Copas nacionales | Copas nacionales | Copas nacionales | Copas internacionales | Copas internacionales | Copas internacionales | Total | Total | Total  |
| Club                             | Div.          | Temporada     | Part. | Goles | Asist. | Part.            | Goles            | Asist.           | Part.                 | Goles                 | Asist.                | Part. | Goles | Asist. |
| -------------------------------- | ------------- | ------------- | ----- | ----- | ------ | ---------------- | ---------------- | ---------------- | --------------------- | --------------------- | --------------------- | ----- | ----- | ------ |
| Jong Ajax · Países Bajos         | 2.ª           | 2021-22       | 5     | 0     | 0      | —                | —                | —                | —                     | —                     | —                     | 5     | 0     | 0      |
| Jong Ajax · Países Bajos         | 2.ª           | 2022-23       | 24    | 0     | 2      | —                | —                | —                | —                     | —                     | —                     | 24    | 0     | 2      |
| Jong Ajax · Países Bajos         | 2.ª           | 2023-24       | 21    | 3     | 2      | —                | —                | —                | —                     | —                     | —                     | 21    | 3     | 2      |
| Jong Ajax · Países Bajos         | Total club    | Total club    | 50    | 3     | 4      | 0                | 0                | 0                | 0                     | 0                     | 0                     | 50    | 3     | 4      |
| Ajax de Ámsterdam · Países Bajos | 1.ª           | 2023-24       | 9     | 0     | 1      | 1                | 0                | 0                | 3                     | 0                     | 0                     | 13    | 0     | 1      |
| Ajax de Ámsterdam · Países Bajos | Total club    | Total club    | 9     | 0     | 1      | 1                | 0                | 0                | 3                     | 0                     | 0                     | 13    | 0     | 1      |
| PEC Zwolle · Países Bajos        | 1.ª           | 2024-25       | 1     | 0     | 0      | 0                | 0                | 0                | —                     | —                     | —                     | 1     | 0     | 0      |
| PEC Zwolle · Países Bajos        | Total club    | Total club    | 1     | 0     | 0      | 0                | 0                | 0                | 0                     | 0                     | 0                     | 1     | 0     | 0      |
| Total carrera                    | Total carrera | Total carrera | 60    | 3     | 5      | 1                | 0                | 0                | 3                     | 0                     | 0                     | 64    | 3     | 5      |